# Être vivant et le savoir
Pour plus de détails, voir Fiche technique et Distribution.
Être vivant et le savoir est un film français réalisé par Alain Cavalier et sorti en 2019.

## Fiche technique
- Titre : Être vivant et le savoir
- Réalisation : Alain Cavalier
- Scénario : Alain Cavalier, d'après le livre d'Emmanuèle Bernheim Tout s'est bien passé[1]
- Montage : Françoise Widhoff
- Son : Aliocha Fano Renaudin
- Sociétés de production : Arte France Cinéma, Camera One
- Société de distribution : Pathé
- Pays d'origine :  France
- Langue : français
- Genre : Film documentaire, Drame
- Durée : 82 minutes
- Dates de sortie : 
  - France : 5 juin 2019

## Distribution
- Emmanuèle Bernheim : elle-même
- Alain Cavalier : lui-même
- Jean-Louis Faure : lui-même
- Alexandre Badaoui : lui-même
- Saïd Shayestehkia : lui-même
- Teymour El Attar : lui-même

## Sélections
- Festival de Cannes 2019 : sélection officielle « hors compétition »[2]
- Festival international du film de La Rochelle (Ici et ailleurs)[3]